# Prêmio Runet

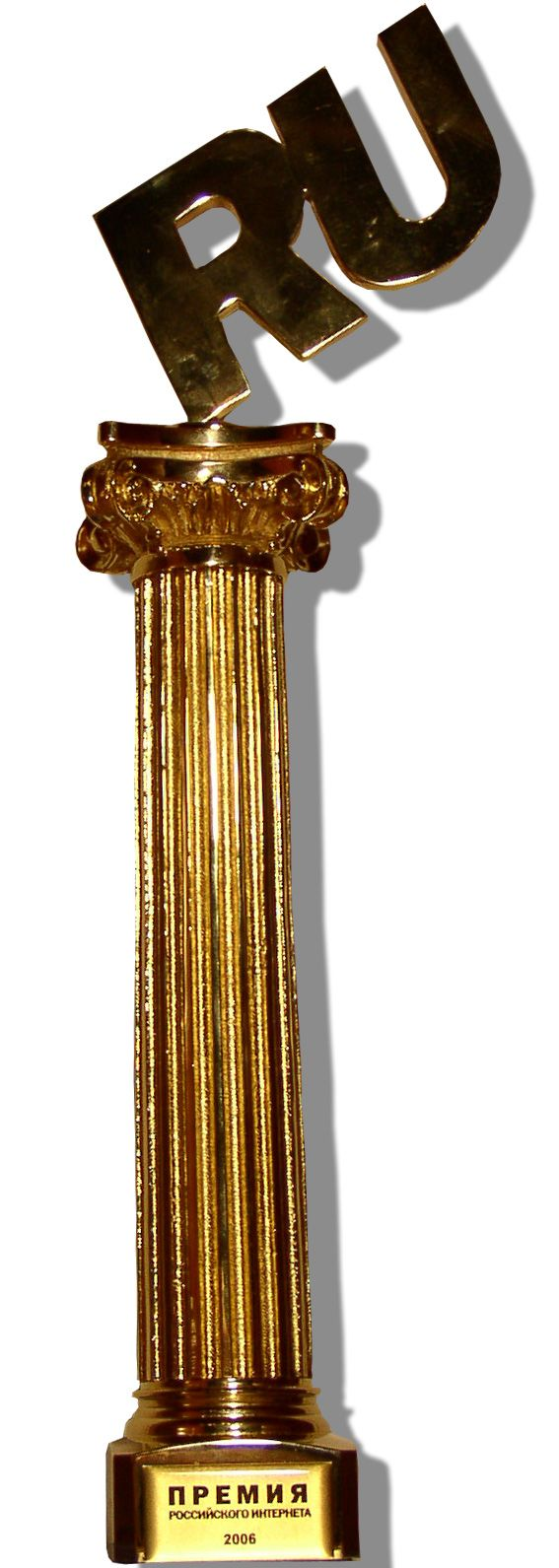

Prêmio Runet (em russo: Премия Рунета; Runet é uma palavra-valise dos vocábulos "Russia" e "Internet" ou "Net") é uma premiação nacional da Federação Russa. Foi fundada por uma agência governamental russa, a Agência Federal de Imprensa e Comunicações de Massa da Rússia (Федеральное агентство по печати и массовым коммуникациям России). A primeira premiação ocorreu em 2004.
A Wikipédia (particularmente a Wikipédia russa) conquistou a premiação por duas vezes consecutivas na categoria "Ciência e Educação".